# 堀越哲美
堀越 哲美（ほりこし てつみ、TETSUMI HORIKOSHI、1950年1月9日 - ）は、日本の環境デザイナー。名古屋工業大学名誉教授。名古屋工業大学副学長を経て、愛知産業大学学長。
専門は、建築環境、都市環境、デザイン。生気象学会長、愛知県建築審査会会長、名古屋市都市計画審議会会長、矢作建設工業取締役等も歴任した。

## 人物・経歴
1950年東京都生まれ。1973年北海道大学工学部衛生工学科卒業。1978年東京工業大学大学院理工学研究科建築学専攻博士課程修了。同年日本国有鉄道に入社し、設計活動に携わる。1981年豊橋技術科学大学工学部助手。1985年大阪市立大学生活科学部講師。1988年名古屋工業大学工学部助教授。1991年名古屋工業大学工学部教授。1992年カナダ国立研究機構特別研究員。1997年名古屋工業大学大学院工学研究科都市循環システム工学専攻教授。2000年名古屋工業大学副学長。2011年矢作建設工業監査役。2014年愛知産業大学学長、愛知産業大学短期大学学長、愛知産業大学造形学部建築学科教授。2015年矢作建設工業取締役。日本デザイン学会評議員、照明学会中部支部幹事、愛知県建築審査会会長、名古屋市都市計画審議会会長、岡崎市景観審議会委員、岡崎市入札監視委員会委員、名古屋市久屋大通再生懇談会座長、名古屋駅周辺まちづくり構想懇談会委員、日本商環境デザイン協会顧問、NPO法人パートナーシップ・サポートセンター理事等も歴任。2022年愛知産業大学名誉教授・客員教授。

## 資格
- 工学博士（東京工業大学）
- 一級建築士、インテリアプランナー
- 第四級アマチュア無線技士

## 学会活動
- 日本建築学会、空気調和・衛生工学会[3]、日本生気象学会（1999年-2004年会長）[5]、日本地理学会、ASHRAE、IESNAほか[3]

## 受賞
- 1989年 日本建築学会奨励賞（論文）[3]
- 1992年 The 5th International Jaques Cartier Conference, Best Poster[3]
- 1993年 日本建築学会賞（論文）[3]
- 2005年 人間-生活環境系学会論文賞、日本商環境デザイン協会JDCデザインアワード2007銀賞[3]
- 2006年 日本サインデザイン協会SDA賞[3]